# ジョージ・ディクソン

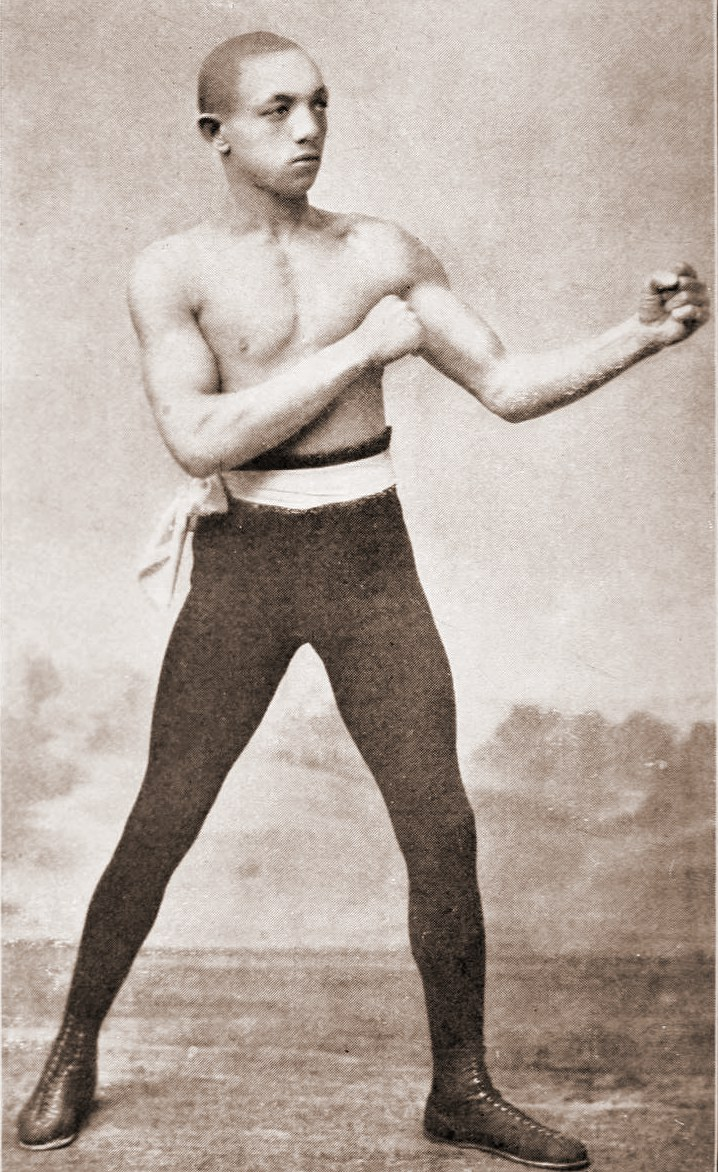
「ジョージ・ディクソン」を編集中

ジョージ・ディクソン（George Dixon、1870年7月29日 - 1908年1月6日）は、カナダ・ノバスコシア出身の元プロボクサー。世界フェザー級、及びバンタム級を制した二階級制覇者。攻防兼ね備えた名王者で、フェザー、バンタム両級の初代世界王者とする識者もある。

## 略歴
黒人の血を引く褐色の肌から、“リトル・チョコレート”の渾名（あだな）があった。1888年5月10日、米国で世界バンタム級王者を自称していたトミー・ケリーと9回を戦って引分けた後、1890年6月27日、英国公認世界王者ナンク・ウォレスを18回KOに破り、世界バンタム級王者と認められる。
体重増加により王座を返上、階級を上げ、1891年3月31日、カル・マッカーシーを22回でKOし、米国公認世界フェザー級王者となった後、同年7月28日、英国公認王者エイブ・ウィリスを5回でKO、世界フェザー級王者と認められた。
この王座は強豪ヤング・グリフォらを相手に6度防衛したが、1897年10月4日、ソリー・スミスに20回判定負けで王座を手放す。しかし1898年11月11日、スミスからタイトルを奪ったデイブ・サリバンに10回反則勝ちし、王座に返り咲いた。
その後は8度の防衛に成功、際立った強さを見せつけたが、1900年1月9日、“テリブル”テリー・マクガバンに8回KOされ、タイトルを失った。
その生涯で約800戦を戦ったとも言われるが、リングの外では不品行で、築いた財産も散財、困窮のうちに世を去った。

## 通算戦績
163戦71勝（37KO）30敗56引分け6無効試合